# Cytogonidium leptocarpoides
Cytogonidium leptocarpoides är en gräsväxtart som först beskrevs av George Bentham, och fick sitt nu gällande namn av Barbara Gillian Briggs och Lawrence Alexander Sidney Johnson. Cytogonidium leptocarpoides ingår i släktet Cytogonidium, och familjen Restionaceae. Inga underarter finns listade i Catalogue of Life.